# Palacio Buquoy
El palacio Buquoy es un palacio de Praga, de estilo barroco tardío.

## Descripción

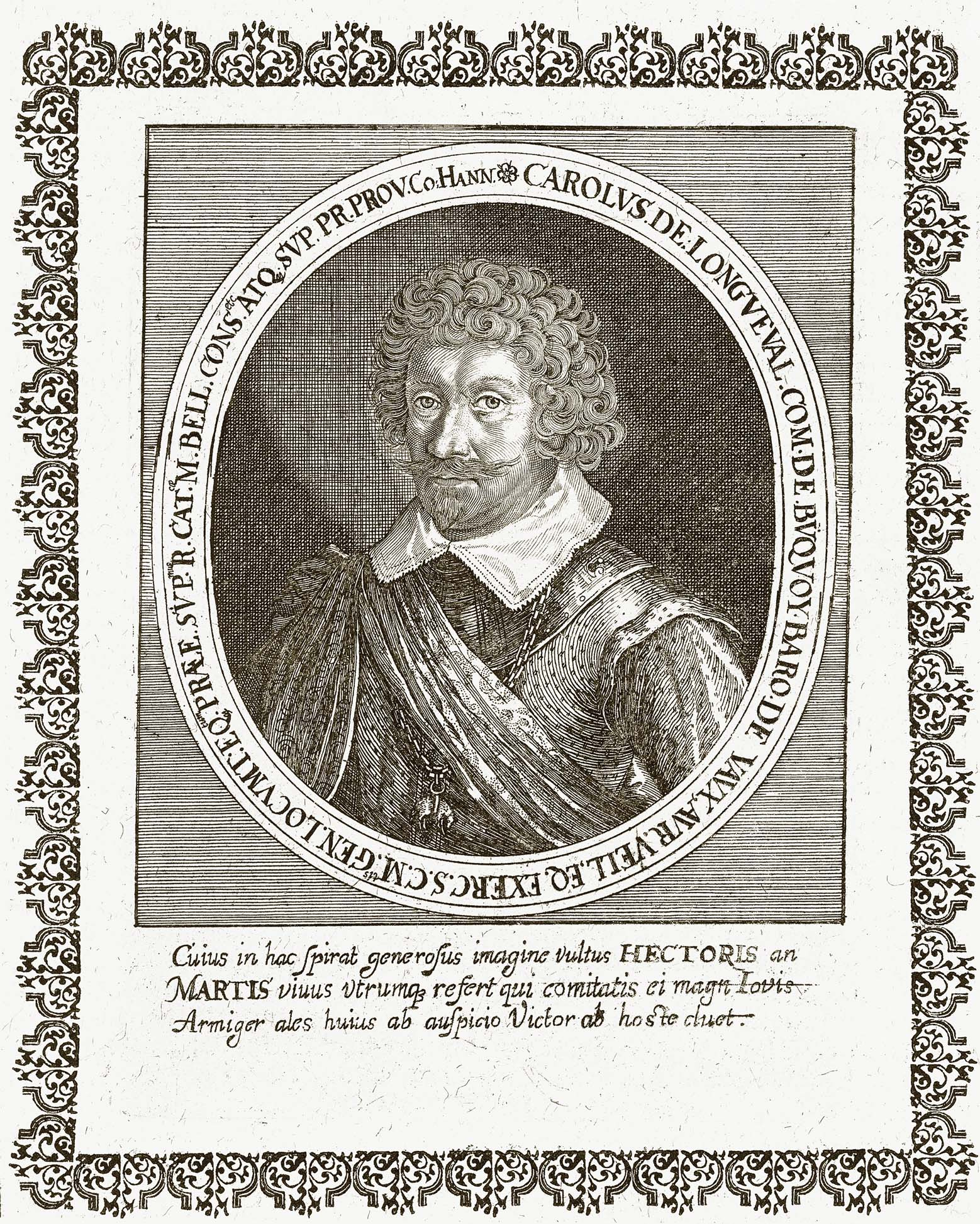
Karel Bonaventura Buquoy.

Se ubica en Praga, en el barrio de Malá Strana, en "Velkopřevorské náměstí" o la plaza del Gran Prior, en frente del muro de John Lennon. De estilo barroco tardío, el diseño primigenio del palacio correspondió a Juan Bautista Mathey y fue construido por el arzobispo de Praga Juan Federico de Wallenstein. 
En la actualidad acoge la Embajada Francesa en República Checa.

## Historia
Karel Bonaventura Buquoy, conde de Bucquoy, es el personaje histórico más destacado de la familia por la que el Palacio recibe su nombre. Llegó a ser distinguido como comandante supremo de los ejércitos y mariscal por Fernando II de Habsburgo, tras su victoria en la Batalla de la Montaña Blanca.